# Don Edwards (musiker)
Don Edwards, född 20 mars 1939 i Boonton, New Jersey, död 23 oktober 2022  i Hico i Hamilton County, Texas, var en amerikansk sångare och gitarrist som framförde westernmusik. Han har spelat in flera album och två av dem, Saddle Songs och Songs of the Cowboy, har tagits upp i "the folklore archives" i Library of Congress. Edwards har också spelat in albumet High Lonesome Cowboy (grammynominerad) med Peter Rowan och Tony Rice.
Edwards har också haft biroller i filmer och tv-serier som Mannen som kunde tala med hästar (1998 - karaktären Smokey), Mission: Impossible (1966) och Mannix (1967).